# キャパリソン
キャパリソン・ギターズ（Caparison Guitar Company）は、日本の楽器メーカーである。

## 歴史
1995年に株式会社共和商会がデザイナーの菅野到と設立した。
菅野は、1990年頃よりシャーベル/ジャクソンの日本市場向けモデルのデザイナーとなり、シャーベルではCDSシリーズ、CDS II シリーズ、Questar シリーズ等、ジャクソンではDoug Aldrich モデル、Soloist Special、Dinky AXE、Falcon等のデザインを手掛けていた。1995年に共和商会が日本製のシャーベル/ジャクソンから撤退し、以後中信楽器販売による「Grover Jackson」ブランドとなる際に、枝分かれする形で設立されたブランドである。
2011年5月6日、母体である共和商会が破綻。負債額は約8億5000万円。共和商会は、2011年5月9日をもって全業務を終了した。
2011年10月12日、Caparison Guitar Company として再出発することを発表。再出発にあたりCaparisonブランドは、当時のイギリス販売代理店が設立した会社に買収されており、代表者はGeorge Osztreicher および Gabriel Osztreicherとなった。
この買収以後は、イギリスに本社、"Caparison Guitars DESIGN"というデザインオフィスを東京に置き、製品全てのデザインを行うという体制となった。ギター/ベースの実際の製造は加藤楽器製作所(名古屋市)により行われている。生産数は2013年の時点で30/月程度である。

## 製品の特徴
シャーベル/ジャクソンが開発/採用したフィンガーボード、ボディ、スカーフジョイント等々の技術を継承しつつ昇華し、ヘッド角度、ヘッド形状、ペグレイアウト、ネックシェイプ、ネック仕込み角、ボディ、塗装とオリジナルデザインに拘っている。
ヘッド形状はペグ配置が2:4となる"Devil's Tail"、インレイはクロックで時刻がフレット位置を指し示す独自のデザインを採用している。
近年のメーカーとしては珍しくピックアップを自社開発し採用するなど独自性が高い。このピックアップの設計はキャパリソンが行い、製造は株式会社ゴトー(Gotoh Pickups)により行われている。糸巻等の楽器パーツで有名な後藤ガット有限会社(G-Gotoh, 510)とは別会社である。
また、プロギタリストが使用する完璧に調整されたギターを、市販の通常モデル且つ適正な価格で供給することをコンセプトとしている。2005年までは、配線等の電気系等がプロモデルと通常モデルで差別化されていたが、2006年からはプロと同等の仕様にアップグレードされた。

## 製品

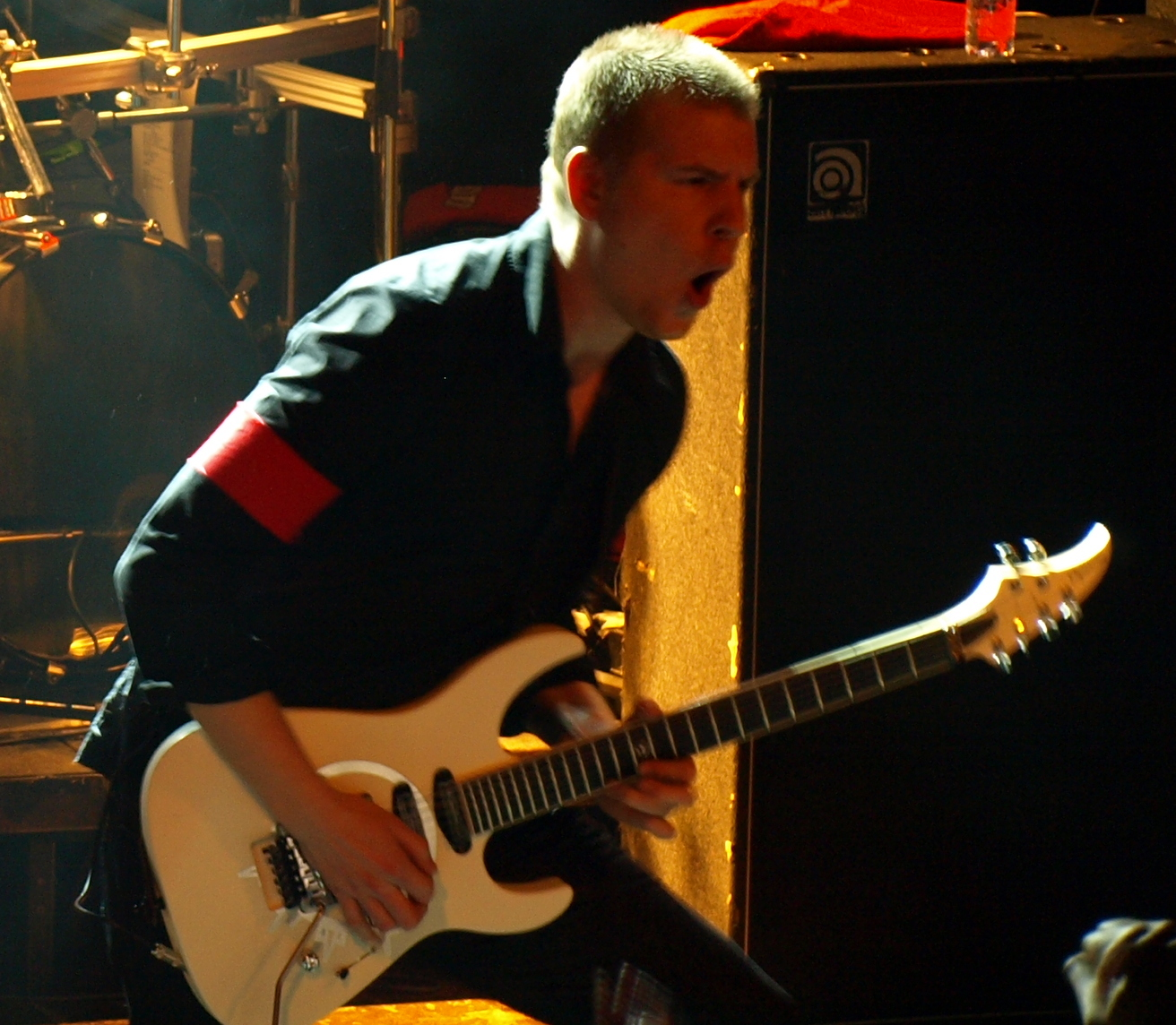
クリストファー・アモットと彼のシグネチュア・デリンジャー

TAT
キャパリソンのフラグシップモデル。スルーネック。製品名の"TAT"は"Through And Through"の略称である。
Orbit
スルーネック。ジャクソン・ランディ・ローズのような非対称Vだが、27フレットである。
Dellinger
キャパリソンの主力モデルの一つ。ボルトオンネック。
Horus
ボルトオンネック。27フレット。ミディアムスケール。Chachamaruとの共同開発で誕生した同メーカーの第1号モデル。
Angelus
キャパリソンの主力モデルの一つ。セットネック。
Dellinger-BASS
キャパリソン唯一のベースモデル。ボルトオンネック。

## 使用アーティスト
- デニス・ストラットン  (アイアン・メイデン, ライオンハート, プレイング・マンティス, Remus Down Boulevard
- エース清水 (聖飢魔II, face to ace) - Signature SUSANOH, Custom signature Angelus-ACE SE model
- クリストファー・アモット (アーチ・エネミー, アルマゲドン) - Signature Dellinger, TAT
- アンダース・ビョーラー (アット・ザ・ゲイツ, ザ・ホーンテッド) - Custom signature Angelus
- アダム・デュトキエヴィッチ (キルスウィッチ・エンゲイジ) - Pete Lesperance Signature Model (PLM-3), TAT Special FX Metal Machine (signature model)
- Mircea Gabriel Eftemie (ネミック) - Standard Dellinger
- マティアス・"IA"・エクルンド - Signature model, Apple Horn
- トム・イングルンド and ヘンリク・ダンヘイジ (エヴァグレイ) - Custom Horus models
- オーラ・フリンク (ソイルワーク) - Custom Angelus
- 幸宏 "Chachamaru" 藤村 - Custom Horus
- Gackt - Custom model Mercury, Custom model Venus
- ハリー・ヘス (ハーレム・スキャレーム) - Angelus model
- カール・ヨハン・グリムマーク (ナーニア) - Custom Angelus
- ピーター・ジョセフ (ジ・アブセンス) - Standard and custom Horus and Angelus
- Max Kayajanian (Call of Thousands)
- アンディ・ラ・ロック (キング・ダイアモンド) - Custom Horus
- ピート・レスペランス (ハーレム・スキャレーム) - PLM-3 (signature model)
- Jesse Liu  (ソニック)
- ニクラス・マグヌソン (ドラゴンランド) - Custom Horus Model
- Rob Marcello  (Danger Danger) - Dellinger and Horus models
- オロフ・モルク (ドラゴンランド、ナイトレイジ、アマランス) - Custom Horus Model
- ジェームス・マーフィー (デス, オビチュアリー, テスタメント) - Standard Dellinger and Angelus
- マイケル・ロメオ (シンフォニー・エックス) - Custom Dellinger II
- Andy Rosser-Davies of Onslaught - Dellinger HGS-SE
- RYU (BLOOD STAIN CHILD) - Custom Dellinger-HGS
- Rune Stigart (ネミック) - Standard Dellinger
- ジョエル・ストローゼル (キルスウィッチ・エンゲイジ) - Dellinger Model, Angelus Model, JSM (signature model), Dellinger-JSM (signature model)
- Philip Vernon (Last Chance To Dance) - Dellinger II HGS
- ジョナ・ウィーンホーフェン (Bring Me The Horizon ex-ブリーディング・スルー, ex-アイ・キルド・ザ・プロム・クイーン) - TAT II Crimson
- ピーター・ウィッチャーズ (ソイルワーク) - Custom Angelus
- ジェフ・ウィリアムス (Onslaught) - Dellinger Bass
- ティム・ミラー (プロテスト・ザ・ヒーロー)
- フィル・キャンベル（モーターヘッド）